# Tephrina cinerescens
Tephrina cinerescens är en fjärilsart som beskrevs av Butler 1875. Tephrina cinerescens ingår i släktet Tephrina och familjen mätare. Inga underarter finns listade i Catalogue of Life.